# Zoll (Einheit)
Der Zoll (von mittelhochdeutsch zol für ‚abgeschnittenes Stück Holz‘), auch (das) Daumbreit oder (die) Daumenbreite. bezeichnet eine Vielzahl von alten Maßeinheiten im Bereich von zwei bis drei Zentimetern. Meist ist er der zwölfte Teil eines Fußes. Der Zoll selbst wurde in zwölf Linien unterteilt, aber auch die dezimale Teilung zu zehn Linien pro Zoll kam vor. Daneben sind Teilangaben wie z. B. 1⁄2, 1⁄4, 1⁄8, 1⁄16, aber auch 3⁄8, 5⁄16, 9⁄32 Zoll etc. geläufig. Solche Unterteilungen in Brüche durch 2er-Potenzen reichen in der Metallbearbeitung hinunter bis 1⁄128 (= 2−7) Zoll.
Als übliches Längenmaß im alltäglichen Umgang wird der Zoll heute noch vor allem in den USA verwendet, in geringerem Umfang auch im Vereinigten Königreich Großbritannien und Nordirland und weiteren Ländern des ehemaligen britischen Weltreichs. Weiterhin basieren einige Standardgrößen in Handel und Technik auf den Maßeinheiten des angloamerikanischen Maßsystems.
Im englischen Sprachraum wird er inch genannt.

## Geschichte
In England findet sich der inch (von lateinisch uncia ‚Zwölftel‘, hier das Zwölftel eines Fußes) erstmals in den auf das frühe 7. Jahrhundert zu datierenden Gesetzen von König Æthelberht von Kent. König Eduard II. definierte den Inch mit der Länge dreier hintereinander gelegter Gerstenkörner.
Im deutschsprachigen Raum hieß der Zwölftel des Fußes ursprünglich Daumen. Ausgehend vom oberdeutschen Sprachraum, wurde diese Bezeichnung ab 1500 von Zoll abgelöst. Das Wort geht von althochdeutsch zollo ‚Kreisel‘, mittelhochdeutsch zol ‚zylinderförmiges Stück, Knebel, Klotz, Zapfen‘ aus.
In vielen anderen Sprachen referiert die Längeneinheit Zoll immer noch auf den Daumen, so etwa im Niederländischen (duim), in den skandinavischen Sprachen (tomme, tum), in den romanischen Sprachen (pouce, pollice oder auch pollicaria, pulgada), im Tschechischen, Slowakischen (palec) und Ungarischen (hüvelyk). Typologisch ähnliche Maßeinheiten sind die Fingerbreit, die Handbreit, die Spanne (eine gespreizte Hand breit), die Elle (vom Ellenbogen bis zur Spitze des Mittelfingers), der Fuß (einen Fuß lang), der Schritt (einen Schritt lang) und das Klafter (das Maß zwischen den ausgestreckten Armen eines erwachsenen Mannes).
Mit Einführung des metrischen Systems geriet der Zoll weitgehend außer Gebrauch. Im englischen Sprachraum (angloamerikanisches Maßsystem) sowie in diversen technischen Bereichen, etwa beim nichtmetrischen Zollgewinde, hält sich der Zoll noch.

## Angloamerikanischer Zoll

### Definition
Der britische und der amerikanische Zoll wichen bis in die Mitte des 20. Jahrhunderts leicht voneinander ab, bis ein Kompromiss gefunden wurde und die Einheit 1959 als internationaler Zoll auf exakt 25,4 mm festgelegt wurde.
Das Einheitenzeichen für den Zoll ist die Buchstabenfolge in (Inch, gemäß ISO 31-1 Annex A) bzw. ″, das Zollzeichen mit einem Doppelprime, das auch als Sekundenzeichen verwendet wird.
1 in = 1″ = 1000 Thou = 1000 mil = 1⁄12 ft = 1⁄36 yd = 25,4 mm = 2,54 cm = 0,254 dm = 0,0254 m.
Das entsprechende Flächenmaß ist der Quadratzoll (engl. square inch = 6,4516 cm²) und analog Kubikzoll (engl. cubic inch = 16,387 064 cm³) das Volumenmaß.

### Verwendung
Der internationale Zoll wird als übliches Längenmaß vor allem noch in den USA verwendet sowie für festgelegte Größenangaben in der Technik.

#### Bekleidung
- Verbreitet ist der Zoll vor allem für die Angabe der Bundweite (englisch waist) und inneren Beinlänge (englisch inseam) von (Jeans-)Hosen: beispielsweise W 32″ / L 34″.
- (als inch, ″) verbreitet für die Angabe der Absatzhöhe von Damenschuhen, insbesondere Stöckelschuhen und die Dicke von Plateaus bei Plateauschuhen vor allem im internationalen Handel.

#### Elektronische Geräte
- für die Angabe der Bildschirmdiagonale: 15-Zoll-Bildschirm (381 mm) oder 19-Zoll-Bildschirm (482,6 mm) für Computer oder Notebooks, für Fernseher etwa 40 Zoll (102 cm)
- für die Displaygröße von Geräten wie Smartphones, Navigationsgeräten, Tablet-Computern oder E-Book-Readern
- für die Angabe der Diagonale von Video-Bildröhren sowie Halbleiter-Bildsensoren (CCD und CMOS) von Digitalkameras: 1″-Bildröhre (ca. 16 mm netto) oder 1⁄2,5″-Sensor (0,4″ mithin 6,4 mm – in diesem Zusammenhang ist der Zoll wegen der einstigen Differenz zwischen Gesamt- und nutzbarer Größe analoger Video-Bildröhren abweichend vom sonst üblichen Maß zu 16 mm definiert)[9][10]
- für die Angabe von Raster- oder Bildauflösung wie etwa 96 dpi (dots per inch = „Punkte pro Zoll“)
- für Diskettengrößen: 3 1⁄2″ (entspräche 89 mm, tatsächlich aber 90 mm, die Bezeichnung in Zoll ist nur namensgebend), 5 1⁄4″ (133 mm) und 8″ (203 mm)
- für Formfaktoren bei beliebigen Laufwerken (auch Festplatten oder optischen Laufwerken), der der Baugröße eines Diskettenlaufwerkes für Disketten dieser Größe entspricht: hier allerdings nur namensgebend (entspricht etwa der tatsächlichen Größe der Platte oder Datenträger)
- die Breite vieler Daten-Magnetbänder: „Achtelzoll“ (0,15″, Kompaktkassette, DAT), Viertelzoll (QIC), Halbzoll (DLT, LTO)
- für Lautsprecherdurchmesser: 8″ (203 mm), 12″ (305 mm) und 15″ (381 mm)
- in der Veranstaltungstechnik werden Standardgewinde für Mikrofonständer und Lampenzapfen etwa als 3⁄8″ statt 9,525 mm benannt.
- für Tonträgergrößen (nur namensgebend):
  - 7″ (178 mm, tatsächlich 175 mm) „Single“, 10″ (254 mm, tatsächlich 250 mm) „EP“ sowie 12″ (305 mm, tatsächlich 300 mm) „LP“ und „Maxi“ bei Vinyl-Schallplatten
  - inoffiziell 5″ (127 mm, tatsächlich metrisch: 120 mm) und 3″ (76 mm, tatsächlich: 80 mm) bei CDs, die allerdings von Anfang an metrisch definiert waren und
  - 0,15″ (3,81 mm, bei „Compact Cassetten“), 0,25″ (6,35 mm, „Schnürsenkel“), 0,5″ (12,7 mm), 1″ (25,4 mm) und 2″ (50,8 mm) Breite bei Ton- und Videobändern
- Tonband-Geschwindigkeit 1 7⁄8″ (genau 4,7625, nominell 4,75 cm, bei „Compact Cassetten“), 3 3⁄4″ (9,5 cm), 7 1⁄2″ (19,05 cm) und 15″ (38,1 cm) pro Sekunde[11]
- Länge des Tonarms und Aufnahme für den Tonabnehmer bei Plattenspielern:
  - Tonarmlängen: 9″, 10″ und 12″
  - Tonabnehmer: 1⁄2″
- für Elektronikgehäuse (Computer- und Hifi-Gehäuse): 1 HE = 1 3⁄4″ = 44,45 mm, 1 TE = 0,2″ = 5,08 mm, 19″-Racks (483 mm)
- Nahe verwandt den Magnetbändern für Ton- und Videoaufzeichnungen sind auch die Datenbänder für Computer, z. B. als „Quarter-Inch Cartridge“
- für Waferdurchmesser in der Halbleiterindustrie: 2″ = 50,8 mm, 3″ = 76,2 mm, allerdings nur noch namensgebend 4″ = 100 mm, 6″ = 150 mm, 8″ = 200 mm
- Rastermaß auf Leiterplatten, bei Steckverbindern, Flachbandkabel, IC-Gehäusen, Prototypenboards und radial bedrahteten Elektronikbauteilen, häufig 1⁄10″ = 2,54 mm, multipliziert mit Zweierpotenzen sowohl mit positivem als auch negativem Exponent.
- Basiseinheit für die Berechnung der AWG-Kodierung für den Drahtdurchmesser elektrischer Leitungen, in vielen Standards vornehmlich US-amerikanischen Ursprungs (etwa USB), ein festgelegter Aderquerschnitt für Kleinsignalanwendungen

#### Optische Geräte, Fotografie, Tontechnik
- für die Öffnung von Teleskopen in der Amateurastronomie (wissenschaftliche Instrumente werden ausschließlich metrisch bemaßt). Die Maße werden als ungefähre Entsprechung verwendet: so gilt 4″ (10 cm), 4 1⁄2″ (11,4 cm), 6″ (15 cm), klassischer Achtzöller (20 cm) oder 14″ (35,6 cm),
- den Durchmesser von Okularen; Steckhülsen meistens 1 1⁄4″ und 2″ (31,8 und 50,8 mm),
- die Brennweiten der frühesten Fernrohre (später wurden sie in Fuß angegeben),
- den Stativgewinde von fotografischen Kameras und Mikrofonen (üblicherweise 1⁄4″ × 20 Gänge pro Zoll UNC-Gewinde, bei Mittelformatkameras oft auch 3⁄8″ × 16 Gänge pro Zoll UNC-Gewinde)

#### Maschinenbau
- Gewinde im Gas-, Pneumatik- und Hydraulikbereich. Es sind zwei Typen von Gewinden üblich:
  - Whitworth-Rohrgewinde BSP (British Standard Pipe), Rohrgewinde für nicht im Gewinde dichtende Verbindungen (zylindrisch)
  - Kegeliges Whitworth-Rohrgewinde BSPT (British Standard Pipe Tapered), Rohrgewinde mit zylindrischem Innengewinde und konischem (1:16) Außengewinde. Deren Maße für Außendurchmesser weichen von der einfachen Zoll-Meter Umrechnung ab. So entspricht der Außengewindedurchmesser eines G 1″ Gewindes nicht 2,54 cm, sondern 3,325 cm. Für die entsprechenden Tabellen siehe Whitworth-Gewinde.
- Gewinde von – nicht einheitlich genormten – gasspezifischen Ventilanschlüssen[12] und Schutzkappen an Druckgasflaschen (Durchmesser und/oder Steigung) sowie Verschraubungen im Gas-, Pneumatik und Hydraulikbereich, etwa von Manometern sowie auch die Außendurchmesser der Hochdruckflaschen selbst (von der Produktion durch Ziehen her und um in Halterungen zu passen),
- Gewinde für Befestigungsschrauben vor allem in den USA und bei Computerelementen, wie etwa Steckerfixierschrauben beispielsweise am D-Sub,
- Antrieb von Vierkant-Steckschraubenschlüsseln (Ratschen, Knarren): 1⁄4″, 3⁄8″, 1⁄2″ und größer,
- Antrieb von Sechskant-Bits: 1⁄4″ (6,35 mm), auch Mikro-Bits 5⁄32″ (3,97 mm) und große Bits mit 5⁄16″ (7,94 mm),
- Teilungsmaße von Antriebsketten im Maschinenbau sowie bei Fahrrädern (1⁄2″), Motorrädern und auch frühen mehrspurigen Fahrzeugen,
- Kugelgröße in Kugellagern: in Fahrradtretlagern meist 1⁄4″,
- Durchmesser von Rahmenrohren (1″), Gewinde (Tretlager, Pedal), auch Rahmenhöhen an Fahrrädern,
- Teilungsmaß bei Sägeketten (Abstand zwischen den Treibgliedern), sehr gängig sind hier 3⁄8″,
- Zahnteilungen an länglichen Sägeblättern, etwa 24 Zähne je Zoll einer Metallhandsäge,
- in vielen Maßen der Drucktechnik (Papiermaße, Zeilenhöhen, Schrifthöhen, Zeichenabstände – DTP-Punkt: 1 pt = 1⁄72″ ≈ 0,3528 mm, nicht zu verwechseln mit dem typografischen Punkt = 0,376 mm);
 so auch bei der Gestaltung von Vordrucken, und zwar
  - horizontal in 1⁄10″-Schritten (Standard-Tabulatorstopp bei Schreibmaschinen) (Pica jedoch 1⁄12″) und
  - vertikal im 1⁄6″-Raster (Standard-Zeilenschaltung bei Endlospapier (mit Leporello-Faltung und Transportperforation an den Rändern im 1⁄2″-Raster) und Schreibmaschinen), wobei zu berücksichtigen ist, dass Schreibmaschinen deutschen Ursprungs sich am deutschen Zoll (= 26,1 mm) orientieren.
- bei Landmaschinen: Schneidwerke, Messerteilung (vergleichbar mit der Teilung von Motorsägeketten), bisweilen auch bei Sämaschinen und damit Reihenabstand im Ackerbau

#### Flugzeugbau
Im Flugzeugbau ist der Zoll das bestimmende Maß für Maße von Komponenten, Gewinden und Werkzeugen. Diese Einheit ist aus dem angloamerikanischen Raum auch in die europäische Flugzeugindustrie übernommen worden. Dieses verringert die Kosten der luftfahrttechnischen Betriebe unter anderem in Bezug auf die Werkzeughaltung, aber auch Ersatzteilbevorratung bei Standardbauteilen.

#### Fahrzeugbau, Sport und Sportgeräte
- für den Durchmesser von Autofelgen: üblicherweise 10″ bis 20″,
- für Fahrradfelgen 10″–24″ sowie 26″ (66 cm, ETRTO-Maß auf der Felgenschulter 559 mm) und 28″ (71 cm, ETRTO 622 mm), teilweise auch für Rahmengrößen (18″), Rohrdurchmesser an Lenksäule, Vorbau und Lenker (1″, 1 1⁄8″ oder 2″). Dabei liegen verschiedene Arten von Zoll oder verschiedene Referenzdurchmesser zu Grunde, die teils auf dem Felgen-, teils auf dem Reifendurchmesser beruhen. So kann 27″ („27 Zoll“) ein größeres Format bezeichnen als 28″ („28 Zoll“), neuerdings auch 27,5″ und 29″ für Mountainbikes, Reiseeinräder mitunter 36″, Hochräder um 52″,
- für die Reifenbreite von Diagonalreifen; bei Radialreifen (Gürtelreifen) wird hingegen die Breite im metrischen Maß (mm) angegeben,
- Außendurchmesser 1″, 1 1⁄8″, 1 1⁄4″ von Rahmenrohren aus Stahl von Fahrrädern, insbesondere von klassisch mit Muffen gelöteten,
- als Größenangabe von Skateboarddecks, -achsen und weiteren Bauteilen,
- als Größenangabe von Surfboards oder Snowboards
- im Bogensport als Längenangabe für Bögen, Pfeile und Abstandsmessung der Sehne vom Drehpunkt,
- bei den Kaliberangaben von Feuer- oder Luftdruckwaffen als Nennkaliber,
- bei den Lauflängen von Revolvern
- die Höhe der Hürden beim Hürdenlauf, beispielsweise 42″ beim 110-m-Hürdenlauf der Männer,
- den Griffumfang des Tennisschlägers: Griffstärke L 1 entspricht 41⁄8″,
- beim Golfschläger-Fitting,
- für die Länge von Skistöcken.

#### Metallverarbeitendes Gewerbe
Rohre und passende Gewinde weichen von der obigen Definition erheblich ab, sie werden nach Whitworth-Gewinde definiert. Die in der Heizungs- und Sanitärtechnik (für Nennweite der Rohrdurchmesser, Whitworth-Gewinde) angegebenen Größenangaben in Zoll entsprechen heute allerdings weder dem effektiven Innen- noch Außendurchmesser der Rohre. Anfang des 19. Jahrhunderts bezogen sie sich auf den Innendurchmesser, der sich jedoch im Laufe der Zeit mit sinkender Wanddicke vergrößerte. Da bei Rohren der Innendurchmesser der relevante Wert ist, hatte ein 1″-Rohr eine lichte Weite von 25,4 mm, wodurch sich mit der damaligen Stahlqualität ein Außendurchmesser von etwa 33 mm ergab. Dazu wurden auch die Formstücke und Werkzeug hergestellt. Später, als die Stahlqualität verbessert wurde, konnten auch die Rohrwandungen dünner werden. Weil aber die Fittings und Gewindewerkzeuge nach dem Außendurchmesser hergestellt waren, wurden die Innendurchmesser größer, wodurch ein „zölliges“ Rohr inzwischen einen Innendurchmesser hat, der größer als ein Zoll ist. Dennoch bezeichnet man auch heute noch ein Rohr mit dem Außendurchmesser von 33 mm als ein „1-Zoll-Rohr“. „Zöllige“ Rohrmaße sind heute durch die DIN EN ISO 228-1 und damit metrisch definiert. Diese Norm legt auch die Gewindekennung fest. Der Rohrinnendurchmesser ist in der Norm nicht beschrieben, auch lässt sich hier nichts von Inch in Millimeter umrechnen.

#### Handel
Der in Deutschland vielfach im Elektronikhandel geübte Brauch, Größen von Bildschirmen allein in Zoll anzugeben, ist umstritten. Gegner sehen hier formal eine Ordnungswidrigkeit. Es handle sich um einen Verstoß gegen §§ 1 Abs. 1, 2, 3 des Einheiten- und Zeitgesetzes in Verbindung mit § 1 der Ausführungsverordnung zum Einheiten- und Zeitgesetz. Danach sind Größenangaben in anderen als metrischen Einheiten nur zulässig, wenn die Angaben der gesetzlichen Einheit (oft als Zentimeter) hervorgehoben sind. Befürworter sehen die Bezeichnungen nicht als Maßangaben, sondern als Produktklassen, womit das Gesetz nicht zum Tragen käme.

#### Sonstiges
- Bei Musikinstrumenten wird das Zollmaß für die verschiedensten Mensuren angewandt, etwa beim Felldurchmesser von Schlaginstrumenten.
- Die Breite der Sitzfläche eines Reitsattels wird in Zoll angegeben.
- Luftballongrößen: senkrecht gemessene Nenndurchmesser von Rundballons (9″, 11″) und Riesenballons (165 cm = 65″), jeweils aufgeblasen.
- Die Wickelkerne von Klebstreifenrollen haben meist einen (Innen-)Durchmesser mit einem glatten Zollmaß. Üblich sind 1″, 2″, knapp über die Mittelhand passende 3″ (Gaffer-Band) und 4″ (Packband).
- Das Maß von 19 mm = 3⁄4″ tritt bei Klebebandbreite und Spanplattendicke häufig auf. Auch der Abstand der Kontaktstifte eines Eurosteckers hat diesen Wert.
- Leuchtstoffröhren mit zunehmend kleiner werdenden Außendurchmessern mit dem Achtelzollmaß entsprechenden Typenbezeichnungen, ehemals T12, nun T8 und T5 (≈ 16 mm).
- Für die Handschuhgröße wird der Handumfang in französischen Zoll (Pouce) gemessen.[14]
- Es gibt Schreibmaschinen, die wahlweise mit 10 oder 12 Zoll breiter Schreibwalze im Wagen ausgestattet werden konnten.[15] In Typenhebelschreibmaschinen läuft die Schrift pro 15, 12 oder 10 Zeichen 1 Zoll weit. Kugelkopfschreibmaschinen konnten manuell umgesteuert werden, die Laufweite 10 oder 12 war dafür am Kopf ablesbar.
- Auftragskugeln in Roll-On-Packungen, etwa für Deodorant haben 0,4, 0,75, 1,0 oder 1,4 Zoll (10,16, 19,05, 25,4 oder 35,56 mm) Durchmesser.[16]
- Spraydosen haben eine Ventilplatte mit meist 1,25 Zoll Dichtsitzdurchmesser, besonders kleine solche mit 1 Zoll Durchmesser.
- Hochdruck-Gasflaschen (200 oder 300 bar) von 50 Liter Volumen haben außen 229 mm = 9 Zoll Durchmesser – jedoch variable Höhe. Normdurchmesser kleinvolumigerer Flaschen sind 204/178/140/115 mm also 8/7/5,5/4,5 Zoll.[17]
- Halogenleuchtmittel mit integriertem Reflektor weisen oft (Niedervolt, oft 20 Watt) 51 oder (Hochvolt 80 bis 150 Watt) 121 mm Durchmesser auf, und tragen die PAR-Scheinwerfer-Bezeichnungen PAR16 bzw. PAR38 (Achtelzoll).

Darüber hinaus gibt es einige Anwendungen, in denen zwar offiziell meterbasierte Einheiten verwendet werden, viele Standardwerte aber einen zölligen Ursprung haben, so entstammen die Kaliber vieler Schusswaffen Zollmaßen, wie 7,62 mm (H&K G3) exakt 0,3″ (entsprechend Winchester .308), üblicherweise Zahlenangaben in hundertstel Zoll (im genannten Fall Kaliber .30). Eine andere Anwendung ist das Anschlussraster von elektronischen Bauelementen von 2,54 mm, das 1⁄10″ entspricht, oder Teilen davon. Es gibt Beispiele, bei denen der meterbasierte Wert abgerundet wird, um sich umständliche Kommawerte zu ersparen. Tatsächlich handelt es sich aber um zollbasierte Größen, so ist das übliche Format eines Fotopapiers 10 cm × 15 cm tatsächlich 10,16 cm × 15,24 cm groß, was 4″ × 6″ entspricht.
Für internationale Austauschbarkeit technischer Teile ist es äußerst hinderlich, dass es Metallgewindeschrauben und Muttern für alle Zwecke in mm- und in Zollmaßen gibt, mit unterschiedlichen Gewinden und sogar in Querkombination (zöllige Durchmesser mit metrischer Steigung oder umgekehrt, sowie metrische Gewinde mit zölligem Innensechskantkopf). Die Unterschiede sind dabei mitunter so gering, dass sie mit bloßem Auge nicht ohne weiteres erkennbar sind, bei der Montage jedoch zur Beschädigung des Gewindes führen. 4 mm weichen jedoch nur um +0,78 % von 5⁄32″ ab. Vielfache sind: 8 mm = ca. 5⁄16″, 16 mm = ca. 5⁄8″, 32 mm = ca. 1 1⁄4″.

## Andere Zollmaße
Alle anderen Zollmaße sind außer Gebrauch.
| Name                     | Land                   | Jahr         | cm         | Umrechnung (exakt)           |
| ------------------------ | ---------------------- | ------------ | ---------- | ---------------------------- |
| imperial inch            | Vereinigtes Königreich | 1819         | 2.5400438  | 10.000⁄393.694 m             |
| imperial inch            | Vereinigtes Königreich | 1895         | 2.5399978  |                              |
| imperial inch            | Vereinigtes Königreich | 1922         | 2.5399956  |                              |
| imperial inch            | Vereinigtes Königreich | 1932         | 2.5399950  |                              |
| imperial inch            | Vereinigtes Königreich | 1947         | 2.5399931  |                              |
| inch                     | USA                    | 1866         | 2.5400051  | 100⁄3937 m                   |
| Internationales Inch     | weltweit               | 1959         | 2.54       | 254⁄10000 m                  |
| pouce                    | Frankreich             |              | 2.7069949  | 375⁄13853 m                  |
| Zoll                     | Baden                  | 1810         | 3          | 3⁄100 m                      |
| Zoll                     | Schweiz                | 1835         | 3          | 3⁄100 m                      |
| Zoll                     | Hessen                 | 1817/21      | 2,5        | 1⁄40 m                       |
| Zoll                     | Pfalz                  | 1810er Jahre | 3.3333     | 1⁄30 m                       |
| Zoll                     | Bayern                 | 1869         | 2.43216005 | 10⁄12 Bayr. Dezimalzoll      |
| Dezimalzoll              | Bayern                 | 1869         | 2.91859206 | 291.859.206⁄10.000.000.000 m |
| Duodezimalzoll (Werkmaß) | Preußen                | 1755         | 2.6154456  |                              |
| Dezimalzoll (Feldmaß)    | Preußen                | 1816         | 3.7662418  |                              |
| Wiener Zoll              | Österreich             |              | 2.6340053  | 7.902.016⁄300.000.000 m      |
| Zoll                     | Sachsen                | 1869         | 2.3599167  | 28.319⁄1.200.000 m           |
| Zoll                     | Württemberg            | 1806         | 2.8649     |                              |
| (Verk)Tum                | Schweden               | 1737         | 2.474      |                              |
| Decimaltum               | Schweden               | 1863         | 2.969      |                              |
| pulgada                  | Spanien                |              | 2.32166    |                              |
| pulgada                  | Mexiko                 |              | 2.3278     |                              |
| polegada                 | Portugal               |              | 2.75       | 11⁄400 m                     |
| cun                      | China                  |              | 3.3333     | 1⁄30 m                       |
| sun                      | Japan                  |              | 3.0303030  | 1⁄33 m                       |